# Schloss Minkowsky

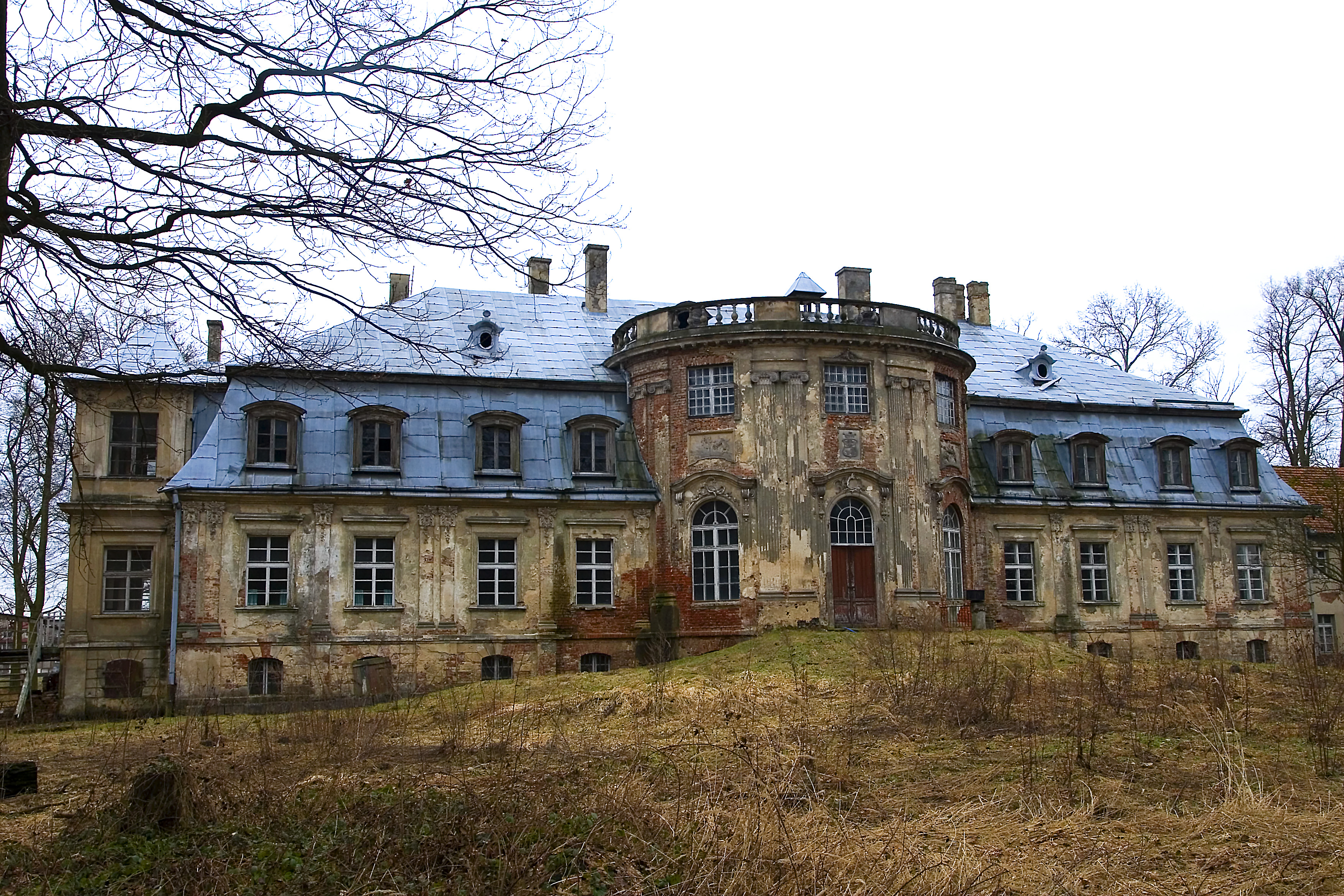
Schloss Minkowsky – Nordfassade

Das Schloss Minkowsky (poln. Pałac Minkowskie) ist ein ruinöses Schloss in Minkowskie (deutsch Minkowsky, 1937–1945 Seydlitzruh) in der Stadt- und Landgemeinde Namysłów im Powiat Namysłowski (Kreis Namslau) in der Woiwodschaft Oppeln in Polen.

## Geschichte und Architektur

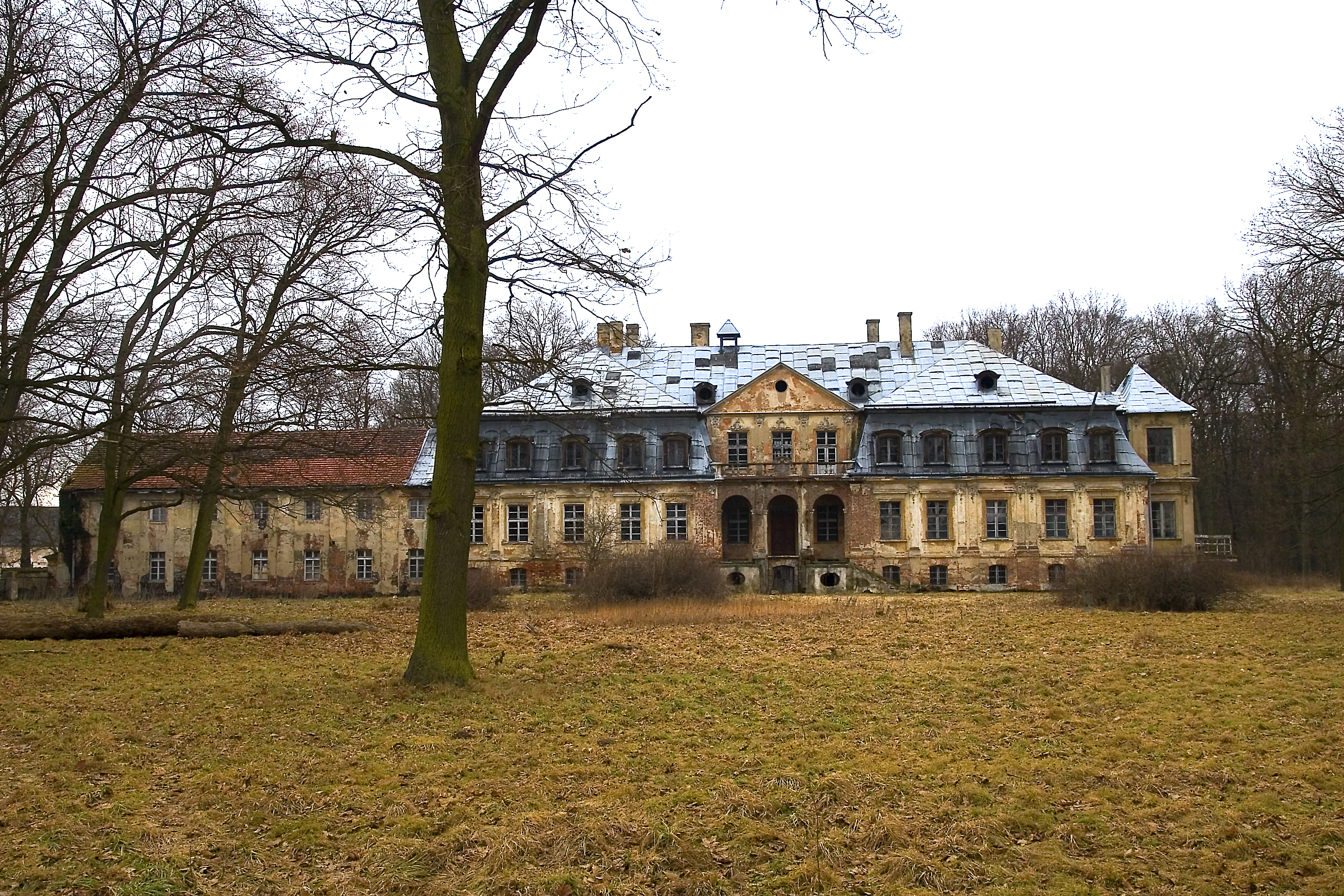
Südfassade

Das Schloss entstand nach 1765 nach Vorbild des Schlosses Sanssouci im Stil des preußischen Spätbarocks. Es wurde vom preußischen General Friedrich Wilhelm von Seydlitz erbaut, der dort auch begraben wurde. Der zweigeschossige Bau ist mit Pilastern gestaltet und weist an der Gartenseite einen durch Mezzanin und Attikabalustrade erhöhten Mittelrisalit auf. Das Schloss ist heute in privatem Besitz und steht leer.
Der Schlossbau steht seit 1950 unter Denkmalschutz.

## Dokumentation
- Spiegel TV: Schatzsuche in Schlesien: Das Nazi-Gold von Minkowskie auf YouTube, 23. Juni 2021.